# Wes Unseld
Westley Sissel Wes Unseld (ur. 14 marca 1946 w Louisville, zm. 2 czerwca 2020) – amerykański koszykarz oraz trener. Mistrz NBA (1978). Członek Koszykarskiej Galerii Sław.
Studiował na University of Louisville, gdzie grał w drużynie uniwersyteckiej Louisville Cardinals. Do NBA został wybrany z 2. numerem w drafcie 1968 przez Baltimore Bullets. W organizacji tej, od 1973 działającej jako Washington Bullets, spędził całą karierę (1968-81). W pierwszym sezonie został nie tylko debiutantem roku, ale także MVP rozgrywek. Uchodził - mimo relatywnie skromnego wzrostu - za wybitnego specjalistę od defensywy. W 1978 został mistrzem NBA oraz MVP finałów.
Pięć razy brał udział w meczu gwiazd NBA. W 1996 znalazł się wśród 50 najlepszych graczy występujących kiedykolwiek w NBA. Po zakończeniu kariery pracował w sztabie Bullets, był także trenerem tej drużyny.
Zmarł 2 czerwca 2020 roku po długiej walce z chorobą.

## Osiągnięcia

### NCAA
- Uczestnik rozgrywek Sweet Sixteen turnieju NCAA (1967, 1968)
- Mistrz sezonu regularnego konferencji Missouri Valley Conference (MVC – 1967, 1968)
- Zaliczany do I składu:
  - All-American (1967-1968)[9]
  - All-MVC (1967-1968)
  - Akademickiej Galerii Sław Koszykówki (2006)[10]

### NBA
- Mistrz NBA (1978)[1]
- Wicemistrz NBA (1979)[1]
- MVP:
  - finałów NBA (1978)[1]
  - sezonu regularnego NBA (1969)[5]
- Debiutant Roku NBA (1969)[4]
- Uczestnik meczu gwiazd:
  - NBA (1969, 1971–1973, 1975)[6]
  - Legend NBA (1984, 1987)[11]
- Wybrany do:
  - I składu:
    - NBA (1969)[12]
    - debiutantów NBA (1969)[13]

  - grona 50 najlepszych zawodników w historii NBA (NBA’s 50th Anniversary All-Time Team – 1996)[7]
  - składu najlepszych zawodników w historii NBA, wybranego z okazji obchodów 75-lecia istnienia ligi (2021)[14]
  - Koszykarskiej Galerii Sław (Naismith Memorial Basketball Hall Of Fame - 1988)[2]
- Zdobywca nagrody J. Walter Kennedy Citizenship Award (1975)[15]
- Lider:
  - sezonu regularnego w:
    - zbiórkach (1975)[16]
    - skuteczności rzutów z gry (1976)[17]

  - play-off w średniej zbiórek (1970)[18]
- Klub Washington Wizards zastrzegł należący do niego w numer 41[19]

### Reprezentacja
- Mistrz:
  - igrzysk panamerykańskich (1967)[20]
  - uniwersjady (1967)[21]